# Puente de las Américas
Die Puente de las Américas, vormals meist Thatcher Ferry Bridge genannt, zu Deutsch die Brücke der Amerikas (Nord- und Südamerika) ist eine Straßenbrücke in Panama. Sie überspannt den Panamakanal und verbindet so die Hauptstadt Panama-Stadt mit dem westlichen Teil des Landes. Sie wird in der Regel nur von Kraftfahrzeugen benutzt.
Bis zur Erbauung der Puente Centenario 2004 war sie die einzige feste Straßenverbindung zwischen Nord- und Südamerika und somit ein wichtiger Bestandteil der Panamericana.

## Lage
Die Brücke überquert die südliche, pazifische Einfahrt zum Panamakanal bei Balboa, einem Vorort von Panama-Stadt. Die Cocoli- und die Miraflores-Schleusen am eigentlichen Beginn des Kanals liegen rund 4 bzw. 6 km weiter landeinwärts. Eine aus der Hauptstadt kommende Schnellstraße wird bereits rund 600 m vor dem Ufer in 20 m Höhe über dem Meeresspiegel auf die lange Zufahrtsrampe geführt, die über einen mit Öltanks besetzten grünen Hang hinweg zur eigentlichen Brücke ansteigt. Auf der gegenüberliegenden, westlichen Seite führt eine Rampe zu der in etwa 30 m Höhe über dem Kanal beginnenden Schnellstraße nach Arraiján und weiter zu den westlichen Landesteilen.
Die Brücke liegt ungefähr an der Stelle, an der sich vorher die Thatcher Ferry befand.

## Name
Die frühere Thatcher Ferry wurde nach Maurice H. Thatcher benannt, einem ehemaligen Leiter der Zivilverwaltung der Kanalzone. Maurice H. Thatcher war Chief of the Department of Civil Administration of the Canal Zone vom 13. Mai 1910 bis zum 8. August 1913, eine Zeit, in der er sich vielfältige Anerkennung durch die örtliche Bevölkerung erwarb. Als Abgeordneter im Repräsentantenhaus der Vereinigten Staaten von 1922 bis 1933 setzte er sich weiter für Angelegenheiten Panamas ein und brachte Gesetze zur Aufnahme des später unter seinem Namen bekannt gewordenen Fährbetriebs und zum Bau der Straße nach Arraiján ein. Unter John F. Kennedy wurde 1961, während des Baus der Brücke, ein Gesetz beschlossen, sie Thatcher Ferry Bridge zu nennen. Der Füller, mit dem Kennedy das Gesetz unterzeichnete, wurde später Maurice H. Thatcher zum Zeichen der Anerkennung überreicht. Bemerkenswert ist allerdings, dass die Brücke nicht unmittelbar nach ihm, sondern nach der Fähre benannt wurde, die durch die Brücke ersetzt wurde.
Der amerikanische Name war jedoch unter den Panamaern nicht populär, die vorzogen, die Brücke Puente de las Américas zu nennen. Am 2. Oktober 1962, also nur 10 Tage vor den Eröffnungsfeierlichkeiten, beschloss die Nationalversammlung Panamas deshalb, dass die Brücke den Namen Puente de las Américas tragen und nur dieser Name verwendet werden solle.
Bei den Eröffnungsfeierlichkeiten verwendete der Vertreter der US-Regierung United States Under Secretary of State George W. Ball diesen Namen zwar nicht als solchen, erklärte aber, dass es sich bei der Brücke im Zuge der Panamericana wirklich um eine Brücke beider Amerikas handele.
Praktisch vollzog sich der Namenswechsel jedoch erst 1979, als die US-Kontrolle über die Panamakanalzone endete.

## Beschreibung

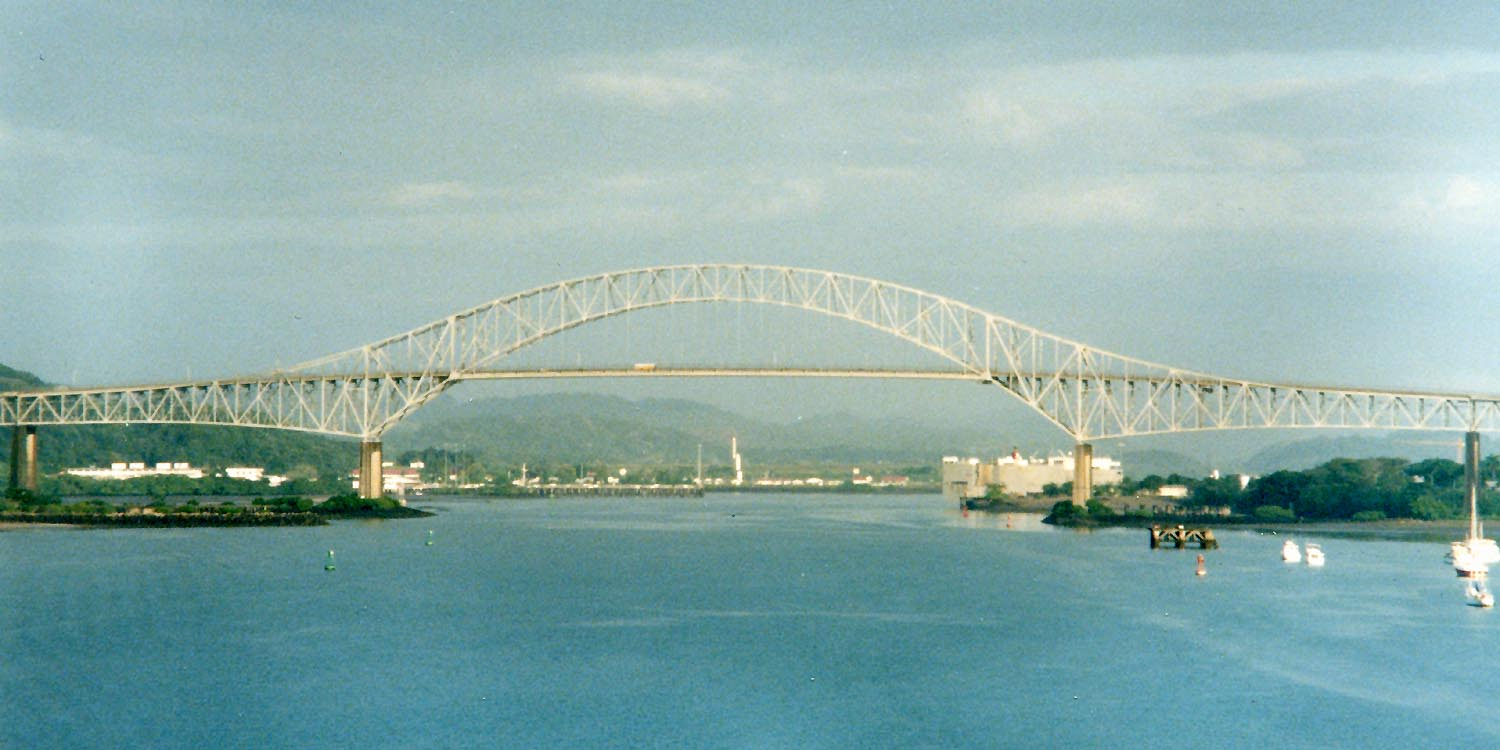
Puente de las Américas

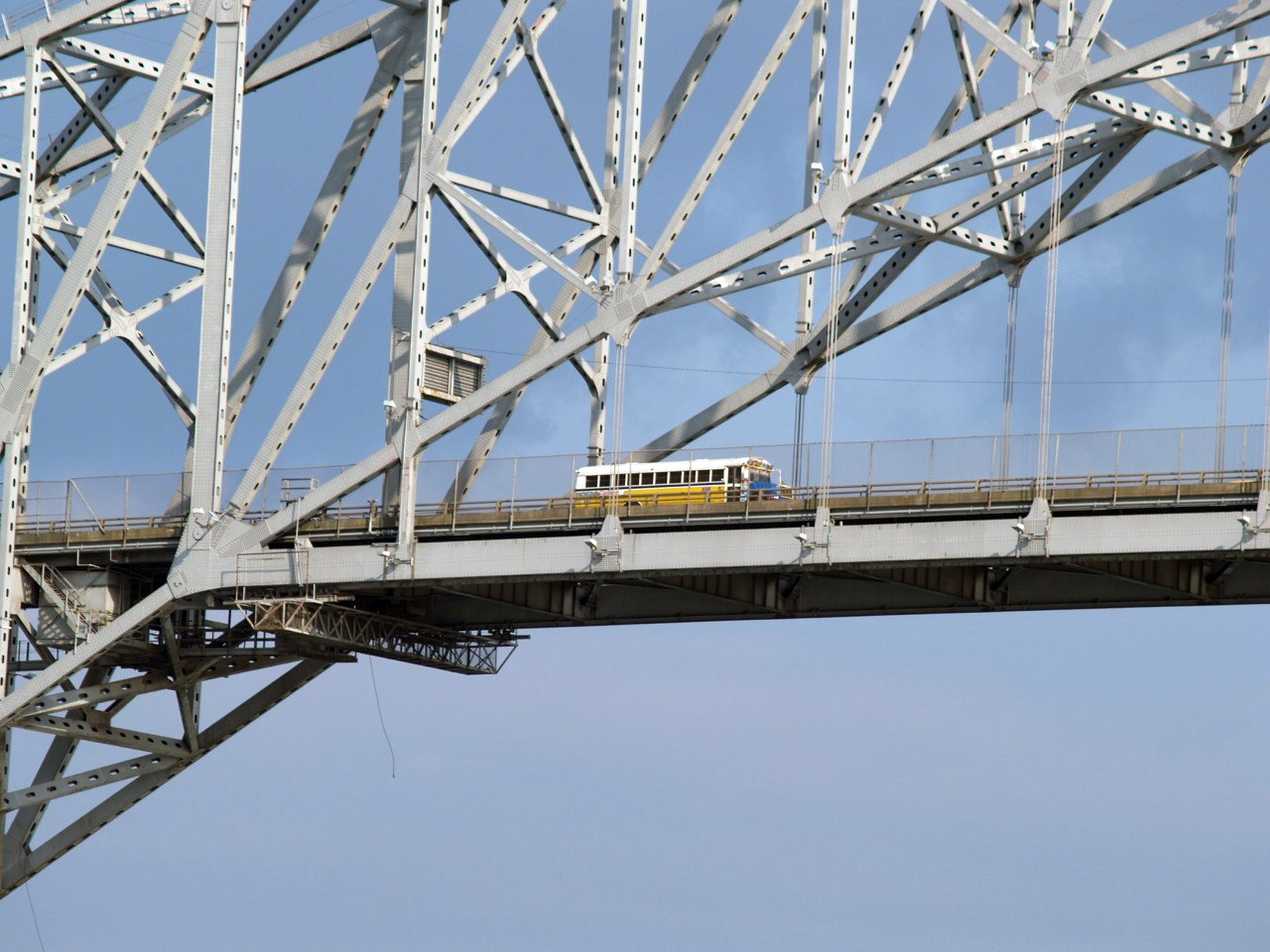
Anschluss der Bogenkonstruktion an den Gerberträger (links)

Die Puente de las Américas ist insgesamt 1654 m (5425 ft) lang und etwa 15 m breit. Sie hat vier Fahrstreifen und je einen schmalen Gehweg, wird aber fast ausschließlich von Kraftfahrzeugen benutzt, die über längere Schnellstraßen zu ihr geführt werden. Radfahrer, die die Brücke gelegentlich ebenfalls benutzen, erzeugen dann z. T. erhebliche Behinderungen des dichten Kraftfahrzeugverkehrs. Die schmalen Gehwege zwischen dem äußeren, nach innen gekrümmten Geländer und der Leitplanke der Fahrstreifen dienen nur noch dem Wartungspersonal der Brücke.
Die von einem großen Bogen überspannte Hauptöffnung in der Mitte des Kanals hat eine Spannweite von insgesamt 343,81 m (1128 ft) und eine lichte Höhe von 61,3 m (201 ft) über MHW (mittleres Hochwasser). Sie legt damit die maximale Höhe von 62,5 m (205 ft) für Schiffe fest, die den Panamakanal (bei Niedrigwasser) passieren können. Der Scheitel des Stahlbogens liegt 117 m (384 ft) über dem Meer.
Die Brücke scheint aus einer großen, einheitlichen Stahlfachwerkkonstruktion zu bestehen, die sich in der Mitte zu einem großen Bogen aufwölbt. Technisch gesehen handelt es sich aber um eine Auslegerbrücke, deren große, aus Stahlfachwerk bestehende Gerberträger von beiden Seiten 42 m in die Hauptöffnung hineinragen und eine 259 m lange unechte Bogenkonstruktion tragen. Bei dieser Konstruktion des großen, mittleren Bogens werden seine nach außen drängenden Horizontalkräfte durch die beiden als Zugband wirkenden schweren Stahlträger neutralisiert, die unter der aufgehängten, unten liegende Fahrbahn angebracht sind (Langerscher Balken). Diese Bogenkonstruktion endet auf beiden Seiten dort, wo die Fahrbahn und die waagerechten Zugbalken auf die schrägen Stahlträger des Brückenbogens treffen. Die Gerberträger lagern mit ihrem Hauptgewicht hoch über der Einfahrt zum Kanal auf den Betonpfeilern, die von den künstlichen Inseln im Kanal vor Zusammenstößen mit Schiffen geschützt sind. Die äußeren Enden der Gerberträger ruhen jeweils auf dem nächsten, landeinwärts gelegenen Stützenpaar. Daran schließen sich die Zufahrtsrampen an, die auf der östlichen Seite aus sieben Stahlfachwerkbrücken und auf der westlichen Seite aus vier solchen Brücken bestehen, die sämtlich auf Betonpfeilern aufgeständert sind. Alle Betonpfeiler sind auf dem gewachsenen Fels gegründet, insbesondere auch die scheinbar auf den Inseln stehenden Pfeiler.
Die Puente de las Américas war auch zur Zeit ihrer Entstehung keineswegs die längste, größte oder höchste Brücke der Welt. Ihre lichte Höhe wie auch ihre Konstruktionshöhe waren jedoch um einige Meter größer als die anderer Auslegerbrücken.
Die Kosten betrugen rund 20 Millionen US-Dollar und wurden komplett von den Vereinigten Staaten getragen, da die Brücke in der damaligen Panamakanalzone lag, einem zwischen 1903 und 1979 von den USA als Hoheitsgebiet beanspruchten und verwalteten Territorium, das in dieser Zeitspanne de facto nicht zum Staatsgebiet von Panama gehörte.

## Geschichte
Erste Überlegungen über eine Brücke oder einen Tunnel wurden schon 1913 vor der Eröffnung des Panamakanals angestellt. Auch 1929 und 1937 wurde das Projekt diskutiert, 1941 gab es sogar erste Verhandlungen mit einem Planungsbüro. 1942 wurde die Drehbrücke in den Miraflores-Schleusen fertiggestellt, die zwar nicht als Ersatz für eine dauerhafte Brücke gedacht war, deren Existenz aber die Planung für eine feste Brücke weniger dringend erscheinen ließ. Im Zusammenhang mit einem Abkommen über militärische Anlagen verpflichteten sich die USA gegenüber Panama zum Bau einer Brücke oder eines Tunnels nach dem Ende des Zweiten Weltkrieges. Das Projekt wurde danach immer wieder diskutiert, jedoch ohne konkrete Folgen. 1954 wurde entschieden, einer Brücke den Vorzug vor einem Tunnel zu geben. Im folgenden Jahr wurden neue Kostenschätzungen aufgestellt. Im Remón-Eisenhower-Vertrag von 1955 erhielt Präsident Rémon erneut die Zusage der USA zum Bau einer Brücke. Im Jahr darauf gab Eisenhower bei einem Besuch in Panama Anordnungen zu ersten Maßnahmen; 1957 wurden Sverdrup, Parcel & Associates mit vorläufigen Planungen beauftragt. 1958 erhielten sie den Auftrag für die vollständige Planung.
Am 23. Dezember 1958 erfolgte der erste Spatenstich im Rahmen einer größeren Zeremonie durch den Präsidenten von Panama, De la Guardia und den Gouverneur der Panamakanalzone, Wiliam E. Potter. Die eigentlichen Bauarbeiten begannen im September 1959. Im folgenden Jahr erhielt John F. Beasley Construction Co. aus Dallas, Texas den Auftrag für die Stahlbauarbeiten, für die der Stahl aus Westdeutschland geliefert wurde. Am 16. Mai 1962 erfolgte der Bogenschluss durch die Montage eines 21 m langen Stahlträgers. Die feierliche Eröffnung der Brücke fand am 12. Oktober 1962 statt, bei der der inzwischen 92-jährige Maurice H. Thatcher das Band durchschnitt.
2005 wurde festgestellt, dass die 46 Hänger unter dem Bogen korrosionsgeschädigt sind. Sie wurden 2009 unter laufendem Verkehr ausgetauscht, wobei nur zwei der vier Fahrbahnen zeitweise gesperrt werden mussten.